# Кинематограф Туркменистана
Кинематограф Туркменистана — киноискусство и киноиндустрия Туркменистане.
Уполномоченным государственным органом в области кинематографии является Министерство культуры Туркменистана.
Основной производящей кинокомпанией в Туркменистане является объединение «Туркменфильм» имени Огуз хана.
Правовые, организационные и другие основы деятельности в области кинематографии в Туркменистане регулирует Закон Туркменистана «О кинематографии» от 18 июня 2016 года.

## Зарождение кинематографа
Туркменская кинематография, как и всё советское кино, начиналась с кинохроники. Первый хроникальный фильм — «Провозглашение Туркменской ССР» (Сергей Лебедев и Борис Баш, 1925) был создан операторами «Севзапкино». В 1926 по решению СНК Туркменской ССР в Полторацке (ныне Ашхабад) организована кинофабрика. Первоначально на ней создавались документальные картины: «К перевыборам Советов», «Празднование 10-й годовщины Октябрьской революции в Ашхабаде», о посевной страде, о занятиях в школе ликвидации безграмотности, о закладке памятника В. И. Ленину в Ашхабаде. 
В последующие годы появились документальные фильмы-обзоры: «По Туркмении и Бухаре с киноаппаратом» (И. Н. Лозиев, 1929) «Туркмения» (А. Владычук, 1929). 
Производились «инструктивные фильмы»: «Шёлк», «Хлопок», «Каракуль», «Салорская роза» и др.
В 1929 году режиссёр Владычук снимает первый документально-художественный кинофильм — «Белое золото» о борьбе за хлопок в годы коллективизации. Специальная агитационная группа демонстрировала его в аулах, сопровождая фильм лекциями. 
Первые художественные киноленты рассказывали о жизни республики, о создании колхозов, о борьбе с засухой и саранчой, о поисках нефти, о строительстве серного завода в Каракумах: «Забыть нельзя» (Дмитрий Познанский, 1931), «Первый в пустыне» (Михаил Быстрицкий, 1932), «Семь сердец» (Николай Тихонов, 1935). Важной вехой в туркменской кинематографии стал фильм «Я вернусь» (Александр Ледащев, 1935). Фильм создан по мотивам поэмы туркменского поэта Ораза Ташназарова «Батрак». Появились первые национальные актёры кино — Кулькиши Кульмурадов, С. Мурад, Ашир Миляев и другие. 
Во второй половине 30-х годов снимались фильмы на военно-патриотическую тему: «Умбар» (Александр Маковский, 1937), «Советские патриоты» (Григорий Ломидзе, 1939) и др. Николай Тихонов в это время ставит фильмы: «Люди долины Сумбар» (1938), «Цена жизни» (1940). 
Заметным явлением становится фильм «Дурсун» (Евгений Иванов-Барков, 1940), повествующий историю о духовном раскрепощении женщины-туркменки. Евгений Иванов-Барков собирает вокруг себя людей увлечённых кинематографом; первые национальные кадры актёров, режиссёров, художников и операторов учились на съёмочной площадке его кинокартин.
Исторически сложилось так, что у истоков туркменского кино стояли режиссёры, операторы и актёры, которые являлись представителями многих национальностей. 
В 1938 году «Ашхабадская кинофабрика» была переименована в «Ашхабадскую киностудию».

## Военное и послевоенное время
В начале Великой Отечественной войны в Ашхабад была эвакуирована «Киевская киностудия». В павильонах «Ашхабадской киностудии» одновременно работали кинематографисты Украины и Туркменистана. Были сняты такие ленты как «Как закалялась сталь» (Марк Донской, 1942), «Партизаны в степях Украины» (Игорь Савченко, 1943), «Радуга» (Марк Донской, 1944), «Волшебный кристалл» (Меред Атаханов и Абрам Народицкий, 1945). Совместные фильмы стали школой практического опыта для участвовавших в съёмках туркменских кинематографистов. Кинематографисты обоих студий также вместе выпускали «Боевые киносборники».
Послевоенные годы были трудными для туркменской кинематографии. Война прервала приток молодых сил, многие из тех, кто начинал работать на студии, не вернулись с фронта. Землетрясение 1948 года разрушило киностудию. Продолжали выпускаться только киножурналы и документальные фильмы, они обрабатывались на других киностудиях.
После фильма «Далёкая невеста» (Евгений Иванов-Барков, 1948), где в форме музыкальной комедии рассказывалось о возвращении солдат к мирному труду, следующий художественный фильм вышел только в 1955 году. Это лента Рафаила Перельштейна «Сын пастуха». Этот и ряд последующих фильмов 50-х годов были низкого качества: «Хитрость старого Ашира» (Рафаил Перельштейн, 1956), «Честь семьи» (Иван Мутанов, 1957), «Особое поручение» (Евгений Иванов-Барков и Алты Карлиев, 1958), «Первый экзамен» (Хангельды Агаханов и П. Сыров, 1959), «Айна» (Алты Карлиев и В. Иванов, 1959). Эти тенденции получили критическую оценку в постановлении ЦК КП Туркмении «О крупных недостатках в деятельности „Туркменфильма“» (1961).
В 1958 году «Ашхабадская киностудия» была переименована в «Туркменфильм».

## Расцвет
В начале 1960-х годов в республику возвращаются первые выпускники ВГИКа, это Булат Мансуров, Ходжакули Нарлиев, который сначала пришёл в кино как оператор, Мухамед Союнханов, Каков Оразсахатов, Язгельды Сейидов, Курбан Ясханов. С приходом этих талантливых людей начался новый этап туркменского кинематографа. Именно 1960-е годы многие эксперты и критики называют расцветом национального туркменского кинематографа. В 1963 году основан Союз кинематографистов Туркменской ССР. Проводятся фестивали и недели фильмов других стран и союзных республик.
Булат Мансуров и оператор Ходжакули Нарлиев выпускают знаковые для туркменского и советского кино фильмы: «Состязание» (1963), «Утоление жажды» (1966) и «Рабыня» (1968). Другие заметные картины этих лет: «Петух» (Хангельды Агаханов и Г. Зелеранский, 1965), «Решающий шаг» (Алты Карлиев, 1965), «Пустыня» (Эдуард Хачатуров, 1966), «Дорога горящего фургона» (Меред Атаханов, 1967), «Махтумкули» (Алты Карлиев, 1968).
Ходжакули Нарлиев в начале 1970-х годов уже как режиссёр создал знаменитую картину «Невестка» (1971). Другие заметные картины этого десятилетия: «Озорные братья» (Каков Оразсахатов и Хайыт Якубов, 1972), «Мальчик с осликом» (Халмамед Какабаев, 1973), «Тайны мукама» (Алты Карлиев, 1973), «Когда женщина оседлает коня» (Ходжакули Нарлиев, 1974), «Цвет золота» (Халмамед Какабаев, 1974), «Чёрный караван» (Юрий Борецкий, 1975), «Наследник» (Каков Оразсахатов, 1975), «Умей сказать «нет»!» (Ходжакули Нарлиев, 1976), «Белая мгла» (Ходжадурды Нарлиев, 1977), «Похищение скакуна» (Халмамед Какабаев, 1978).
В 1975 году создан первый туркменский мультипликационный фильм «Бевенджик», затем появились «Бедняк и жадный бай», «Ковёр-самолёт», автор Меджек Чарыев.
Начало следующего десятилетия было ознаменовано такими фильмами как «Дерево Джамал» (Ходжакули Нарлиев, 1980), «Вот вернётся папа» (Халмамед Какабаев, 1981), «Утренние всадники» (Меред Атаханов и Ходжадурды Нарлиев, 1981), «Старик и девочка» (Ходжадурды Нарлиев, 1981), «Кара-Кумы, 45° в тени» (Ходжакули Нарлиев 1982).
Вообще за период с 1929 по 1963 годы в республике снято 24 художественные картины, а за следующие 20 лет на начало 1980-х годов уже 50.
В 1988 году в Турции, а в 1990 году и в СССР вышел совместный советско-турецко-ливийский фильм «Манкурт» (Ходжадурды Нарлиев). Так же в 1990 году на экраны вышел фильм в жанре фэнтези с восточным колоритом «Принц-привидение» (Сапармухаммед Джаллыев) по мотивам новелл американского писателя Вашингтона Ирвинга.

## После 1991 года
После распада СССР кинематограф Туркменистана переживал трудные времена, как и в других республиках.
В 1993 году Эдуард Реджепов выпустил фильм «Охламон».
В конце 1990-х годов президент Сапармурат Ниязов неожиданно начал закрывать музыкальные школы, библиотеки и театры. Госкино было ликвидировано, «Туркменфильм» был взят под жёсткий контроль. Главной задачей всех художников стала экранизация его книги «Рухнама»: «Священная Рухнама», «Сказка о счастье», «Познавать мир», «Песня белого ягнёнка».
В 2007 году указом следующего президента Г. Бердымухамедова было образовано творческое объединение «Туркменфильм». Студия была отделена от телевидения. Возрождённая киностудия получила имя легендарного Огуз-хана и подчинена Министерству культуры.